# Space Tether

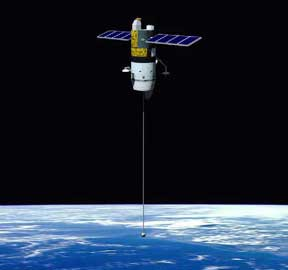
Künstlerische Darstellung eines Satelliten mit einem Space Tether (NASA-Material)

Ein Space Tether (v. engl. space, „Raum“ und tether, „Leine“, „Spannseil“, „Fessel“) ist ein langes, starkes Seil, das Raumflugkörper in Gruppen zusammenhalten und einem wissenschaftlichen Vorschlag zufolge zur treibstoffsparenden Änderung der Umlaufbahn von Raumflugkörpern sowie zur Gewinnung von elektrischer Energie genutzt werden kann. In den 1970er und frühen 1980er Jahren legte Giuseppe Colombo, Professor an der Universität Padua (Italien), Studien vor, die die Möglichkeiten der Space Tether aufzeigten. 
Für die Fertigung sind hochfeste Materialien erforderlich, aktuell wird mit der Polyethylen-Faser Dyneema experimentiert, zukünftig sollen Kohlenstoffnanoröhren verwendet werden.

## Colombo – Umlaufbahnwechsel und elektrische Effekte
Befindet sich ein Flugkörper auf einer konstanten Umlaufbahn um einen Planeten oder eine Sonne, so besteht ein Gleichgewicht zwischen der Gravitation (Schwerkraft), die den Flugkörper in Richtung des Massezentrums des Objektes zieht, um das er kreist, und der Fliehkraft, welche durch die Umrundung auf der Umlaufbahn mit einer bestimmten Geschwindigkeit entsteht. Die Gravitation nimmt mit dem Abstand zwischen Flugkörper und (Mittelpunkt des) Planeten quadratisch ab. 
Auf ausgedehnte Körper wirkt nun die so genannte Gezeitenkraft, weil die Kraft auf der dem Gravitationspartner zugewandten Seite stärker ist als die auf der dem Gravitationspartner abgewandten Seite. Sind zwei Flugkörper in unterschiedlichen Bahnen durch ein Tether verbunden, so lassen sie sich als ausgedehntes Objekt auffassen. Die Gezeitenkraft sorgt nun für eine Spannung des Seiles, da auf den Flugkörper auf der niedrigeren Umlaufbahn eine höhere Anziehungskraft wirkt als auf den in der höheren. 
Befinden sich zwei Objekte auf unterschiedlich hohen Umlaufbahnen über einem Planeten, so hat der höher fliegende Körper eine geringere Geschwindigkeit als der niedriger fliegende, um das Gleichgewicht zwischen Gravitation und Fliehkraft zu halten. Werden die beiden Flugkörper nun mit einem Tether verbunden, so wird das Seil durch diesen Geschwindigkeitsunterschied gespannt. Dabei wird der ursprünglich schnellere Partner abgebremst und der ursprünglich langsamere Partner beschleunigt,  dadurch bewegen sich beide durch die Verbindung mit gleicher Winkelgeschwindigkeit auf unterschiedlich hohen Umlaufbahnen. 
Hat ein Space Shuttle die Aufgabe, einen Satelliten freizusetzen, dann könnte es diesen über ein Space Tether abseilen. Der Satellit würde dabei auf eine höhere Umlaufbahn abgeseilt, als die, auf der sich der Orbiter befindet. Raumfähre und Satellit bewegten sich auf verschiedenen Umlaufbahnen mit gleicher Geschwindigkeit, wobei, wie beschrieben, der Satellit der höheren Bahn sich schneller bewegte als nötig, das Shuttle langsamer. Würde in diesem Zustand die Verbindung gekappt, würde der Satellit freifliegend eine höhere Umlaufbahn einnehmen, da die durch das Tether erteilte Geschwindigkeit für die aktuelle Bahn zu hoch ist. Das Space Shuttle wäre zu langsam für seine Umlaufbahn und würde zum Planeten zurückkehren.
Colombo schlug vor, dass mit Tethern auch elektrische Energie gewonnen werden könnte: Wird ein elektrischer Leiter durch ein Magnetfeld bewegt, wird in diesem Spannung induziert. Somit könnte ein Satellit, der lange Tether auslegt, sich darüber mit Energie versorgen. Der Nutzen dieses Effekts wird allerdings dadurch eingeschränkt, dass der Leiter, in dem die Spannung induziert wird, selbst ein dem Erdmagnetfeld entgegengesetztes Feld erzeugt. Dadurch kommt es zu einer Abbremsung des gesamten Systems aus Raumflugkörper und Tether (Lenzsche Regel).
Dementsprechend könnte ein Tether, durch den ein starker Strom fließt, auch zur Lage- oder Bahnänderung eines Satelliten beitragen, da auf einen stromdurchflossenen Leiter im Magnetfeld eine Kraft wirkt (Lorentzkraft). Untersuchungen zeigen, dass solche elektrischen Tether (englisch electrodynamic tethers) trotz nur langsamer Bahnänderungen aufgrund der Treibstoffersparnis effektiv sein könnten.

## Forschungsprojekte und Experimente zum Thema

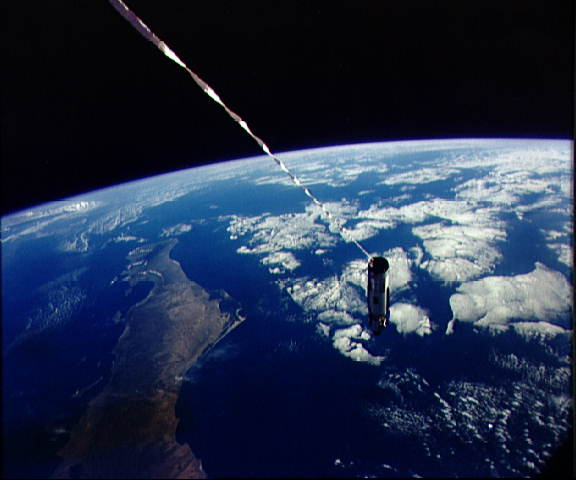
Agena-Stufe über Tether mit Gemini 12 verbunden

Die Idee der Nutzung von Tethern zur Verbindung von Raumschiffen reicht zurück bis in die Ursprungsphase der Raumfahrt. Im Jahr 1966 wurde beim bemannten Gemini-Programm der NASA die Gemini-Kapsel 11 an die Raketenstufe Agena gekoppelt. Die Astronauten lösten die Kopplung wieder und blieben nur mit einem Sicherungsseil verbunden. Sie konnten durch Steuerungsmanöver eine Rotation der gekoppelten Objekte um den gemeinsamen Schwerpunkt erzeugen, sodass sie faktisch (wenn auch unmerklich) künstliche Schwerkraft herstellten. Das Experiment wurde mit Gemini 12 wiederholt.

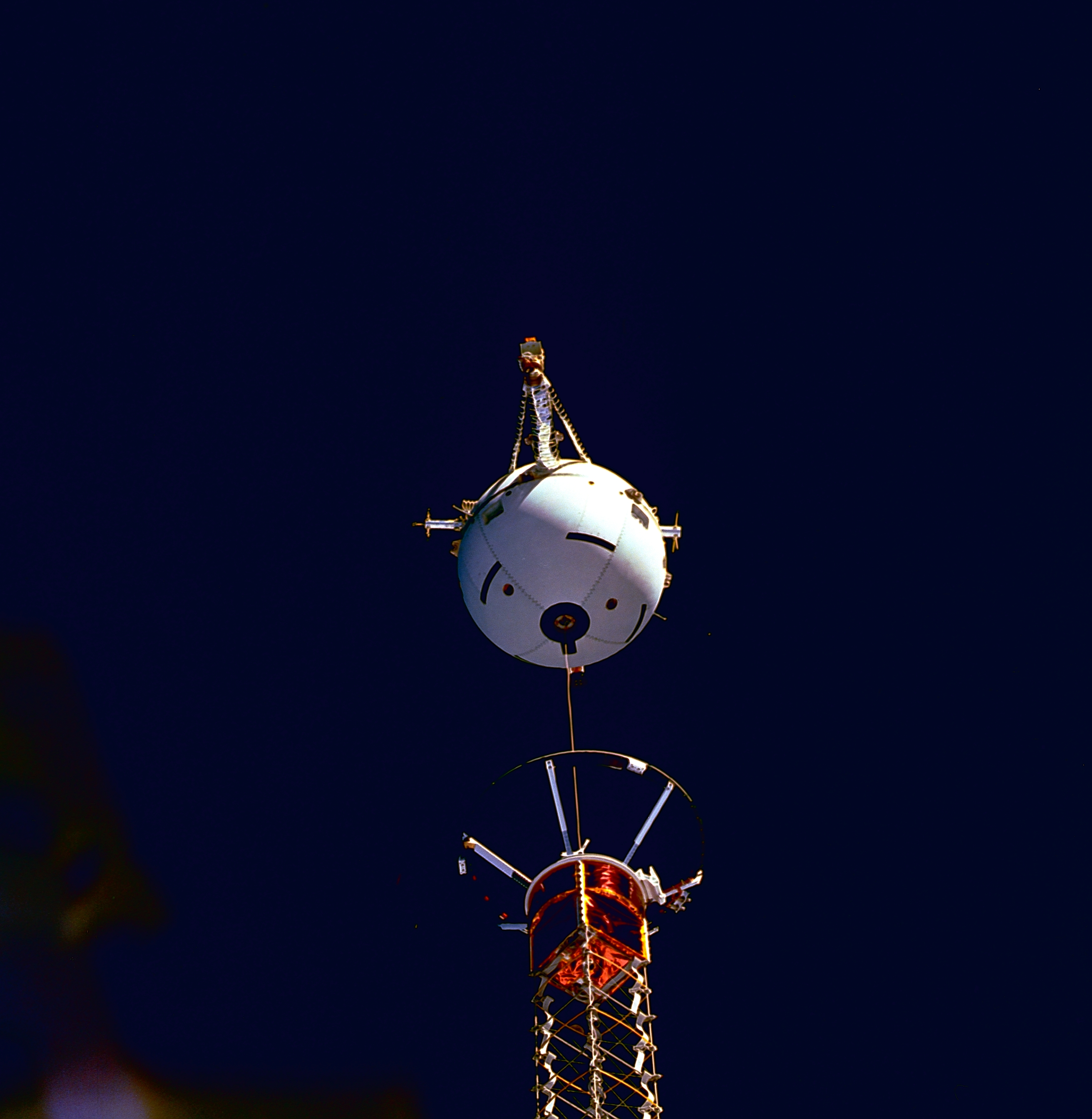
TSS wird ausgesetzt

In den Jahren 1992 und 1996 flog die NASA die Shuttlemissionen STS-46 und STS-75, zu deren Aufgaben unter anderem das Erproben des „Tethered Satellite Systems“ (TSS) der Italienischen Raumfahrtagentur (ASI) gehörte. Das TSS war ein 550 kg schweres Raumfahrzeug, das an einem 20 km langen Tether abgeseilt werden sollte. Der Zweck des Experimentes war es, die Gewinnung von Elektrizität zu testen. Der Versuch im Jahr 1992 scheiterte, doch 1996 konnte das Entstehen einer Spannung von 3500 Volt bei Stromstärken auf Ampere-Level gezeigt werden. Die Mission endete zwar auch mit einem technischen Versagen der Isolation des Tethers, doch sie galt dennoch als Erfolg: Neben dem Nachweis des elektrischen Effektes war nun bekannt, dass die elektrische Ausbeute doppelt so hoch lag wie zuvor angenommen. Weiterhin wurde der Satellit nach dem Trennen des Tethers in eine Umlaufbahn, 140 km über der des Shuttles, befördert, was den Effekt der Umlaufbahnänderung durch Tether unter Beweis stellte.

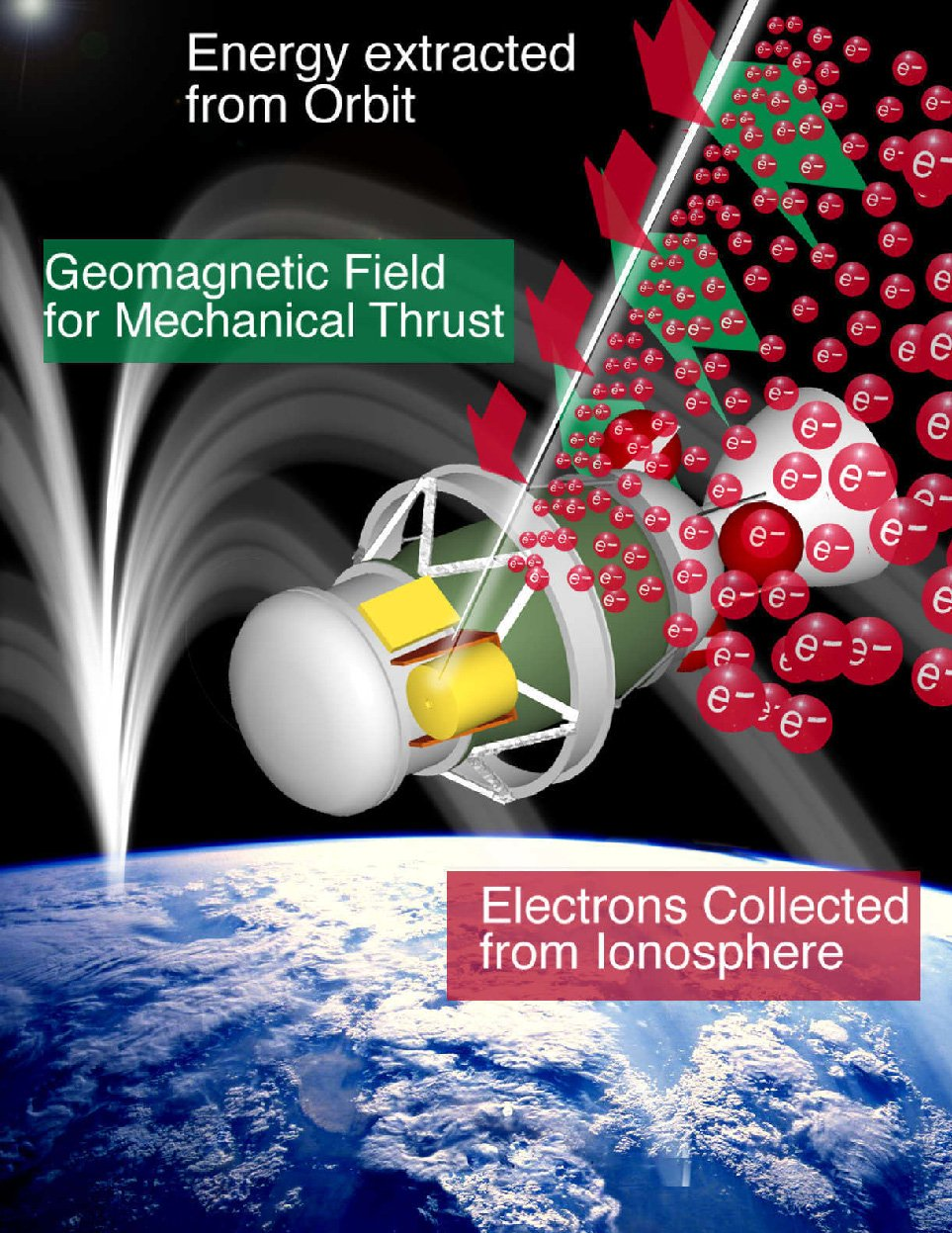
Energiegewinnung mit einem Propulsive Tether System.

Im September 2007 wurde an Bord eines russischen Foton-M3-Forschungssatelliten im Rahmen des YES2-Projekts (Young Engineers Satellite), das fast ausschließlich von Studenten und jungen Ingenieuren durchgeführt wurde, ein 30 km langer Tether getestet, mit dem die am Tether ausgesetzte Sonde Fotino auf eine Wiedereintrittsbahn gebracht wurde.
Am 23. Januar 2009 startete die japanische Raumfahrtagentur JAXA das vom Kagawa Satellite Development Project der Universität Kagawa entwickelte Space Tethered Autonomous Robotic Satellite (STARS), mit dem die Verwendung von Tethersystemen für zukünftige Antriebssysteme getestet werden sollte. Demselben Zweck dient das im Juni 2019 mit der STP-2-Mission gestartete Tether Electrodynamics Propulsion CubeSat Experiment (TEPCE) des US Naval Research Laboratory. Dabei handelt es sich um ein Cubesat-Paar, das mit einer 1 km langen Schnur verbunden ist. Elektrische Ströme durch die Schnur sollen mittels des induzierten Magnetfelds eine Navigation im Erdmagnetfeld ermöglichen.